# Los Guerra
Los Guerra es una localidad mexicana situada en el estado de Tamaulipas, dentro del municipio de Miguel Alemán.

## Geografía
La localidad de Los Guerra se ubica en el norte del municipio de Miguel Alemán, en el norte de Tamaulipas. Al norte de la localidad se encuentra el río Bravo, que la separa de los Estados Unidos.
Se encuentra a una altura media de 63 m s. n. m. y cubre un área de 2.85 km².

## Demografía
De acuerdo con el censo realizado en 2020 por el Instituto Nacional de Estadística y Geografía (INEGI), en Los Guerra había un total de 4414 habitantes, de los que 2208 eran mujeres y 2206, hombres.
En el mismo año, se registraron 1889 viviendas, de las que 1780 se encontraban habitadas. El promedio de ocupantes por vivienda era de 2.48 personas, mientras que por habitación era de 0.72.
| Gráfica de evolución demográfica de Los Guerra entre 1960 y 2020 |
|                                                                  |
| Fuente: Instituto Nacional de Estadística y Geografía.           |